# Paris-Tours 2002
La 96e édition de la course cycliste Paris-Tours, qui s'est disputée le dimanche 6 octobre 2002, est remportée par le Danois Jakob Piil qui bat au sprint son compagnon d'échappée, le Français Jacky Durand.

## Présentation

### Équipes
Paris-Tours figure au calendrier de la Coupe du monde de cyclisme sur route 2002.
On retrouve un total de 25 équipes au départ, toutes membres des GSI, la première division mondiale.
| Groupes sportifs I (25)- Domo-Farm Frites - Mapei-Quick Step - Fassa Bortolo - Cofidis, le Crédit par Téléphone - Lotto-Adecco - Saeco-Longoni Sport - Rabobank - Lampre-Daikin - Tacconi Sport - Telekom - Team Coast - CSC-Tiscali - Acqua & Sapone-Cantina Tollo - US Postal Service - ONCE-Eroski - Gerolsteiner - iBanesto.com - Crédit agricole - BigMat-Auber 93 - Euskaltel-Euskadi - Bonjour - Fdjeux.com - Kelme-Costa Blanca - AG2R Prévoyance - Jean Delatour |
| |

## Déroulement de la course
Une échappée matinale de cinq coureurs (Jacky Durand, Jakob Piil, Samuel Dumoulin, Francisco Mancebo et Glenn D'Hollander) part en début de course. A douze kilomètres de l'arrivée, pour relancer face à un peloton qui se rapproche, Durand attaque. Il est suivi par Piil. Leurs trois partenaires d'échappée sont distancés et ne peuvent revenir. Le peloton lui aussi n'arrive pas à combler l'écart. Durand et Piil se jouent donc la victoire au sprint. Alors qu'il est en tete à quelques dizaines de la ligne après un sprint maitrisé, Durand de rasseoir sur sa selle, visiblement terrassé par la fatigue. Piil le remonte et finit par le dépasser d'une demi-roue sur la ligne. Erik Zabel complète le podium en étant le plus rapide du peloton. 

## Classements

### Classement de la course
| \| Classement général \| Classement général \| Classement général \| Classement général \| Classement général \| \| Coureur \| Coureur \| Pays \| Équipe \| Temps \| \| ------------------ \| ---------------------- \| ------------------ \| ------------------------------- \| ------------------ \| \| 1er \| Jakob Piil \| Danemark \| CSC-Tiscali \| 5 h 39 min 11 s \| \| 2e \| Jacky Durand \| France \| Fdjeux.com \| + 0 s \| \| 3e \| Erik Zabel \| Allemagne \| Telekom \| + 20 s \| \| 4e \| René Haselbacher \| Autriche \| Gerolsteiner \| + 20 s \| \| 5e \| Romāns Vainšteins \| Lettonie \| Domo-Farm Frites \| + 20 s \| \| 6e \| José Enrique Gutiérrez \| Espagne \| Kelme-Costa Blanca \| + 20 s \| \| 7e \| Igor Astarloa \| Espagne \| Saeco-Longoni Sport \| + 20 s \| \| 8e \| Jo Planckaert \| Belgique \| Cofidis-Le Crédit par Téléphone \| + 20 s \| \| 9e \| Fabio Sacchi \| Italie \| Saeco-Longoni Sport \| + 20 s \| \| 10e \| Julian Dean \| Nouvelle-Zélande \| CSC-Tiscali \| + 20 s \| \| 11e \| Óscar Freire \| Espagne \| Mapei-Quick Step \| + 20 s \| \| 12e \| Franck Renier \| France \| Bonjour \| + 20 s \| \| 13e \| Stuart O'Grady \| Australie \| Crédit Agricole \| + 20 s \| \| 14e \| Tristan Hoffman \| Pays-Bas \| CSC-Tiscali \| + 20 s \| \| 15e \| Richard Virenque \| France \| Domo-Farm Frites \| + 20 s \| \| 16e \| Aurélien Clerc \| Suisse \| Mapei-Quick Step \| + 20 s \| \| 17e \| Niko Eeckhout \| Belgique \| Lotto-Adecco \| + 20 s \| \| 18e \| Gerrit Glomser \| Autriche \| Saeco-Longoni Sport \| + 20 s \| \| 19e \| Paolo Bettini \| Italie \| Mapei-Quick Step \| + 20 s \| \| 20e \| Antonio Cruz \| États-Unis \| US Postal Service \| + 20 s \| |                        |                  |                                 |                 |
| |                        |                  |                                 |                 |
| |                        |                  |                                 |                 |
| Classement général |                        |                  |                                 |                 |
| Coureur | Coureur                | Pays             | Équipe                          | Temps           |
| 1er | Jakob Piil             | Danemark         | CSC-Tiscali                     | 5 h 39 min 11 s |
| 2e | Jacky Durand           | France           | Fdjeux.com                      | + 0 s           |
| 3e | Erik Zabel             | Allemagne        | Telekom                         | + 20 s          |
| 4e | René Haselbacher       | Autriche         | Gerolsteiner                    | + 20 s          |
| 5e | Romāns Vainšteins      | Lettonie         | Domo-Farm Frites                | + 20 s          |
| 6e | José Enrique Gutiérrez | Espagne          | Kelme-Costa Blanca              | + 20 s          |
| 7e | Igor Astarloa          | Espagne          | Saeco-Longoni Sport             | + 20 s          |
| 8e | Jo Planckaert          | Belgique         | Cofidis-Le Crédit par Téléphone | + 20 s          |
| 9e | Fabio Sacchi           | Italie           | Saeco-Longoni Sport             | + 20 s          |
| 10e | Julian Dean            | Nouvelle-Zélande | CSC-Tiscali                     | + 20 s          |
| 11e | Óscar Freire           | Espagne          | Mapei-Quick Step                | + 20 s          |
| 12e | Franck Renier          | France           | Bonjour                         | + 20 s          |
| 13e | Stuart O'Grady         | Australie        | Crédit Agricole                 | + 20 s          |
| 14e | Tristan Hoffman        | Pays-Bas         | CSC-Tiscali                     | + 20 s          |
| 15e | Richard Virenque       | France           | Domo-Farm Frites                | + 20 s          |
| 16e | Aurélien Clerc         | Suisse           | Mapei-Quick Step                | + 20 s          |
| 17e | Niko Eeckhout          | Belgique         | Lotto-Adecco                    | + 20 s          |
| 18e | Gerrit Glomser         | Autriche         | Saeco-Longoni Sport             | + 20 s          |
| 19e | Paolo Bettini          | Italie           | Mapei-Quick Step                | + 20 s          |
| 20e | Antonio Cruz           | États-Unis       | US Postal Service               | + 20 s          |

### Classement UCI
La course attribue des points à la Coupe du monde de cyclisme sur route 2002 selon le barème suivant :
| Position           | 1er | 2e | 3e | 4e | 5e | 6e | 7e | 8e | 9e | 10e | 11e | 12e | 13e | 14e | 15e | 16e | 17e | 18e | 19e | 20e | 21e | 22e | 23e | 24e | 25e |
| Classement général | 100 | 70 | 50 | 40 | 36 | 32 | 28 | 24 | 20 | 16  | 15  | 14  | 13  | 12  | 11  | 10  | 9   | 8   | 7   | 6   | 5   | 4   | 3   | 2   | 1   |